# Геологічна інформація
Геологічна інформація — відомості геологічного, геофізичного, геохімічного, гідрогеологічного, інженерно-геологічного, геолого-економічного, технологічного, еколого-геологічного, фізико-географічного, геодезичного, геоастрономічного, аерокосмогеологічного, геоботанічного, петрографічного, палеонтологічного та іншого змісту, що характеризують геологічну будову надр, родовища корисних копалин, склад та властивості гірських порід, руд, мінералів, вуглеводнів, підземних вод, а також інші якісні та кількісні параметри, показники та ознаки надр.

## Геологічна інформація відкрита
Геологічна інформація відкрита (публічна) — інформація, публікація якої у друкованих виданнях можлива з точки зору державних інтересів і не порушує комерційних інтересів надрокористувача;

## Геологічна інформація первинна
Геологічна інформація первинна — інформація, що створюється в процесі геологічного вивчення ділянки надр. До первинної геологічної інформації відносяться: польова документація, у тому числі описи геологічних відслонень і керну свердловин, геодезичні координати пунктів спостережень, місць відбору проб і свердловин; журнали лабораторних досліджень зразків кам'яного матеріалу, проб ґрунту, природних рідин і газів; протоколи технологічних випробувань мінеральної сировини; інструментальні записи аналітичних і геофізичних досліджень тощо;

## Геологічна інформація узагальнена
Геологічна інформація узагальнена — інформація, що створюється за результатами геологічного вивчення ділянки надр. До узагальненої геологічної інформації відносяться: звіти і карти геологічного змісту, паспорти родовищ і проявів корисних копалин, картки геологічної вивченості надр, протоколи затвердження виявлених запасів і ресурсів корисних копалин та кондицій на мінеральну сировину, цифрові карти, електронні архіви і бази даних тощо.